# 屈原问渡
《屈原問渡》，古琴曲，屈原被放逐後，爲楚懷王不識其忠心而獨自傷悲，故問渡焉，後即投汨羅而死。後人作此曲以悼念屈原。

## 歌詞
第一段、悲時述志
嘆我生也，遭際何獨，何獨不辰，重，爲臣盡職，業扶社稷，致君澤民，要杷綱常振立，不負忠貞。胡爲乎罹奸邪，妬賢嫉能讒陷身。
第二段、在濁思清
吾王本施仁義，忠良每能見任。逢時不祥，聰明掩蔽。邪曲害公，遂使方正倒置的那難容，徑赴那湘流兮，愁雲黯澹風凄凄，煙波渺渺可憐，重一句，離君去國將安之。天地豈不寬，丹心—片憑誰伊。
第三段、澤畔逢漁
形容憔悴，顏色而槁枯，行吟澤畔一身孤。偶遇漁父，問之曰，子非三閭大夫乎。荒濱寂寞子兮，重一句，含愁何故至于斯。堂堂大國也，子獨不能之之乎。
第四段、泣訴孤忠
漁父，的那漁父漁父聽吾陳，嗟夫，舉世皆濁我獨淸，衆人皆醉我獨醒，是以見放，鬱結難爲情。是以見放孤忠鬱結難爲情，懷此都也，欲訴誰知心。
第五段、漁不知心
漁父吿之曰，吾聞知上古聖人，不凝滯于物可也，彼皆卻而能，與世推移。子不因時制宜，衆人皆醉，何不哺其糟而啜其醨，舉世皆濁，何不掘其泥而揚其波，何故深思逺舉，致令一身放爲。
第六段、清白自持
吾聞沐必彈冠，又聞浴必振衣。安能察察，受污之班班。寧赴湘流，葬於江魚之腹中也爲安。焉能蒙世俗之麈埃，汚吾義膽與忠肝。天髙月冷孤臣，重一句，此身爲國心悲悽。遭世罔極兮，此身何必留人間。
第七段、忠懐激烈
漁父去而不復與吾言，憂愁百結，欲訴誰。極目煙波，令人徒自悲。怒沖沖，怒氣沖沖，天長地久，惟有此恨終無絕期。
第八段、感物言情
野渡無人䖏，芳草空悽，空悽空悽復空悽。只見古樹昏鴉，對逋臣空自啼，避弋高飛。國奚莫吾知兮，鏌鎁爲鈍，鉛刀爲銛，薰蕕無眞偽。世道那何如。
第九段、流芳百世
直道而見于疑，正道而被于譏，鸞鳳伏竄，鴟鴞翱翔。嗟吁默默，痛烮我肝腸，悲傷悲傷復悲傷。江流那浩浩兮，聞吾淸白，一旦永相忘，脫離塵想。
尾
飄然自棄長江，留得清名萬古芳，嘆人生大夢一塲。

## 演奏版本
- 《西麓堂琴統》，姚丙炎打譜，[2]姚丙炎、姚公白、姚公敬、余青欣等人演奏[3][4][5][6]